# Culicoides milnei
Culicoides milnei är en tvåvingeart som beskrevs av Austen 1909. Culicoides milnei ingår i släktet Culicoides och familjen svidknott. Inga underarter finns listade i Catalogue of Life.